# A. J. Jacobs
 (juin 2020).
Si vous disposez d'ouvrages ou d'articles de référence ou si vous connaissez des sites web de qualité traitant du thème abordé ici, merci de compléter l'article en donnant les références utiles à sa vérifiabilité et en les liant à la section « Notes et références ».
A. J. Jacobs est un auteur et journaliste américain, né le 20 mars 1968 à New York.

## Publication
- L'Année où j'ai vécu selon la Bible, 2007.